# Anghel Saligny (stație de metrou)
Anghel Saligny (numită anterior Linia de Centură) este o stație de metrou din București. În apropierea acesteia se află Autostrada Soarelui și localitatea Cățelu. Stația a fost deschisă începând cu data de 20 noiembrie 2008 și este și stație terminus al Magistralei 3.